# Marcello Mastroianni - Mi ricordo, sì, io mi ricordo
Marcello Mastroianni: mi ricordo, sì, io mi ricordo és un pel·lícula documental italiana del 1997 sobre l'actor Marcello Mastroianni i dirigida per Anna Maria Tatò. Es va projectar a la secció Un Certain Regard del 50è Festival Internacional de Cinema de Canes.
Va ser filmada el juliol de 1996 durant el rodatge de Viatge al principi del món de Manoel de Oliveira, l'última pel·lícula en la qual va protagonitzar Mastroianni

## Repartiment
- Marcello Mastroianni - Ell mateix
- Renato Berta - Ell mateix
- Manoel de Oliveira - Ell mateix
- Diogo Dória - Ell mateix
- Leonor Silveira - Ella mateixa

## Llançament
L'esposa de Mastroianni, Flora Carabella, així com la seva antiga parella, Catherine Deneuve, i la seva filla, Chiara Mastroianni, van intentar bloquejar l'estrena de la pel·lícula. No van tenir èxit i la pel·lícula es va presentar al 50è Festival Internacional de Cinema de Canes.